# Tato Bores
Mauricio Borensztein (Buenos Aires, 27 de abril de 1925-Buenos Aires, 11 de enero de 1996), más conocido como Tato Bores, fue un actor, humorista y monologuista argentino. 
Si bien actuó en cine, teatro y televisión, es en este último medio donde con su humor político se volvió más popular. Se apodó a sí mismo el Actor Cómico de la Nación y su carrera duró más de 50 años. Participó en diecinueve películas y múltiples ciclos de televisión y obras teatrales. Fue declarado Ciudadano Ilustre de la Ciudad de Buenos Aires en 1992.
La crítica sutil que evitaba la censura le hizo ganar mucha popularidad. Asistido por guionistas, Tato Bores transformó el estilo de los monólogos de Pepe Arias en un torrente frenético y surrealista de escenas imaginarias entre los personajes del momento. 
Justamente, esta forma de recitarlos, a una alta velocidad, hablaba mucho más de la realidad política del momento que el contenido mismo. La función que el periódico tenía en el humor de Pepe Arias, en Tato lo ocupó el teléfono, uno de los elementos emblemáticos de su personaje.

## Biografía

### Infancia y juventud
De ascendencia judía y familia de bajos recursos, Mauricio Borensztein (Tato Bores) nació el 27 de abril de 1925. Su padre era un comerciante de pieles con importantes intereses sobre la religión. La familia estaba radicada en una vivienda del centro porteño, cerca de la Avenida Córdoba y Libertad. Tuvo otros dos hermanos, Abraham (el mayor) y Enrique (menor).
Con poco interés por el estudio, fue expulsado de la escuela Julio A. Roca, donde realizó parte de sus estudios primarios. Luego, continuó en la Escuela Técnica N.º 1 Otto Krause, pero solamente hasta tercer año, por lo que no pudo finalizar la secundaria. A la edad de 15 años comenzó a desempeñarse como plomo (aquella persona que carga partituras e instrumentos) para la orquesta de Luis Rolero y René Cóspito, ya que le agradaba el jazz y el piano. A su vez, estudió clarinete y a los 9 años tuvo pequeños trabajos en el Teatro Nacional Cervantes como acomodador del público.

### Comienzos
En la despedida de soltero del músico Santos Lipesker, Borensztein contó unos chistes, y entre los presentes se hallaba el guionista Julio Porter y el cómico Pepe Iglesias «El Zorro». El reconocido Iglesias lo convocó en 1945 para que fuera su partenaire en Radio Splendid, y Porter le asignó el seudónimo por el cual fue reconocido internacionalmente: Tato Bores. Luego, en 1946, fue contratado para trabajar en La escuelita humorística, con Pepe Arias caracterizado como el maestro Ciruelo y Tato como El niño Igor, un personaje que gracias al éxito obtenido tuvo una sección propia titulada Las aventuras de Igor, que fue levantado del aire por la grave popularización de su habla. Bores recordaba: "Porque los chicos comenzaban a hablar como Igor en la escuela". Un año antes, en 1945, había trabajado en Madame 13, pieza teatral con Olga Zubarry.
En 1947 debutó en cine con un breve papel en La caraba, con dirección de Julio Saraceni y la actuación especial de Olinda Bozán. Tras incursionar con pequeños papeles en filmes de principios de los años 1950 dirigidos por Don Napy, Catrano Catrani, Mario C. Lugones y Román Viñoly Barreto, fue contratado para actuar en una película muy exitosa y reconocida: Mala gente (1952), una comedia dramática con Hilda Bernard. Luego, compuso personajes en Vida nocturna (1955) e Historia de una carta (1957), de la compañía cinematográfica Malvinas. Ocasionalmente, cumplió roles dramáticos en Mala gente y Camino al crimen, con Juan Carlos Altavista.
Después de su labor en la radio, continuó con actuaciones en teatros como el Maipo, con Fanny Navarro, El Nacional, cabarés y participaciones en vodevil. Mucho antes de su llegada a la televisión, Tato había comenzado a diseñar sus personajes con disfraz y hablando de forma rápida y verborrágica. El 12 de mayo de 1954 contrajo matrimonio con Berta Szpindler, a quien había conocido cuando ella era empleada en un negocio de discos que él y su hermano menor mantenían. Sin embargo, el padre de Berta advirtió que Tato debería dejar su trabajo y buscar otro; al aceptar, Szpindler abandonó a su familia. Realizaron la luna de miel en La Falda, Córdoba, por cinco días, como aclaraba la licencia del Teatro Maipo. Con grandes dificultades económicas, una amiga de la pareja les prestó un departamento en Juncal y Rodríguez Peña por cinco meses para restablecer su situación financiera. En 1956, incentivado por Pepe Arias, hizo monólogos tras la caída del peronismo en los teatros El Nacional y Comedia.

### Consagración

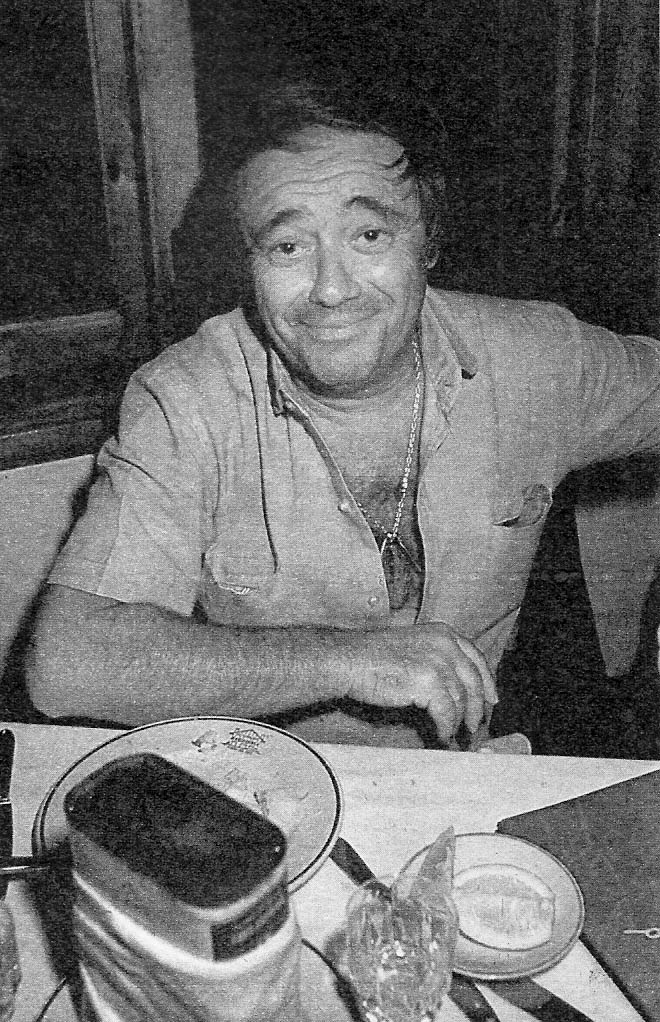
Tato Bores en 1983.

Por cuatro años, de 1957 a 1960 y por Canal 7 (hoy Televisión Pública), acompañó a Dringue Farías en La familia GESA se divierte, luego llamada simplemente La familia GESA, donde como atracción principal se encontraba la cantante Virginia Luque, que formaba parte del elenco femenino con Gloria Leyland y Nelly Prince. En 1957 debutó por el mismo canal en Caras y morisquetas, con libretos de Landrú (Juan Carlos Colombres), donde realizaba monólogos y comenzó a utilizar el frac, la peluca y el habano, que tanto lo caracterizaron. En una nota, Bores aclaró: "Con Landrú nos divertimos como locos, podíamos decir cualquier cosa. No se podía hablar de Perón ni del peronismo, pero todas las demás se las bancaban".

"...tal vez podría haber sido abogado. Pero eso lo pienso ahora. Porque tal vez el único amago de vocación de aquellos años radique en cosas muy simples, como por ejemplo la veneración que tenía por las películas de Mickey Rooney. Una noche en la ópera la vi catorce veces".

En 1960 comenzó por Canal 9 Tato, siempre en domingo, con libretos de César Bruto, y fue donde empezaron a aparecer las recordadas frases que lo caracterizaron a lo largo de su trayectoria. Por aquel trabajo, recibió de APTRA un premio Martín Fierro como Mejor Actor Cómico de 1960. La idea del frac había sido propuesta por Bruto, ya que -como él decía- había que tener el traje puesto porque quizás con el constante cambio de ministros durante el gobierno de Arturo Frondizi, él podía ser elegido para ocupar un cargo. En aquel programa, aparecía un cartel con la frase: "No culpe al espejo quien tiene la cara fea", mostrándose en la cámara. Con dirección y libretos de Guillermo Fernández Jurado, en 1962 incursionó en El televisor, film con la protagonización de Blanca del Prado. Tato siempre en domingo se mantuvo hasta mediados de los 60 por Canal 11 con un elenco variable, del cual se destacaban los cómicos Fidel Pintos, Raúl Ricutti y Federico Manuel Peralta Ramos, que encarnaba un personaje que interrumpía los monólogos de Tato para recitar poemas o dejar mensajes inentendibles, respectivamente. En 1966, después del derrocamiento del radical Arturo Umberto Illia, batió récords de audiencia con su monólogo dominical, diciendo: "Ustedes estarán esperando que yo hable de la que se armó. Pero de la que se armó no pienso hablar y de la que se va a armar mucho menos". Entre 1971 y 1973, trabajó con Jordán de la Cazuela, a quien consideró su mejor libretista, y con el que mantuvo una amistad, hasta que éste falleció en un accidente aéreo en Europa. En la década de 1970 volvió al Teatro Maipo con espectáculos revisteriles y entre 1971 y 1972 estuvo a cargo de la conducción de Por siempre Tato, donde realizó un monólogo sobre la vuelta al gobierno de Perón.

"El monólogo tiene una clave: es una especie de reportaje político; yo leo los titulares de los diarios y cuento las noticias en el escenario agregándole un comentario jocoso. Pero siempre hay que actualizar la información: un chiste político del jueves no hace reír el viernes".
Tato Bores, 1963

Alternando diversos medios y con gran apoyo por parte de la prensa, en 1972 protagonizó con Norman Briski la comedia Disputas en la cama, también conocida por su nombre alternativo: Los divorciados, prohibida para menores de 18 años. En 1973, Jordán de la Cazuela sucedió a César Bruto en Dígale sí a Tato, por Canal 13, señal por donde un año después, en 1974, fue anfitrión de Déle crédito a Tato, con Aldo Cammarotta en el guion. Ese mismo año, un secretario de prensa de Isabel Perón ordenó sacar del aire a Bores, aprovechando la excusa del duelo nacional por la muerte del expresidente Juan Domingo Perón, por lo que quedó excluido de la televisión estatal. En 1975 se presentó en el Teatro Estrellas con su espectáculo Hello, Tato, al lado de Cristina Allende. Además, al año siguiente, encabezó en el Teatro Del Globo con Ana María Cores Pobre Tato, ambos con libro y música de Jorge Schussheim y dirección de Lía Jelín. En 1976, instaurada la dictadura militar conocida como Proceso de Reorganización Nacional, comenzó la escasez de trabajo para los artistas, muchos de los cuales debieron exiliarse por amenazas de muerte.

"...yo no tengo miedo a opinar, tengo miedo de convertirme en otro imbécil más que por el hecho de ser notorio se cree que al público le interesa su opinión. ¿Por qué un artista o un tipo notorio tiene que andar diagnosticando, tirando la precisa? ¿Acaso uno por tener un cacho de fama sabe más que un albañil, que un colectivero? Por favor, dejémonos de jorobar..."

Retornó al medio televisivo en 1978 con Tato para todos, emitido por Canal 13. En aquel ciclo grabó una charla telefónica imaginaria para la sección Hola, señor presidente con el exmandatario (de facto) Jorge Rafael Videla, la cual no salió al aire. El hecho fue asunto de inquietud nacional, y en lugar de la conversación el cómico habló con su libretista, quien desde Estados Unidos le preguntaba por ciertos chistes, a los que respondía negativamente porque estaban prohibidos. Fue precursor, junto con Mirtha Legrand, de comer delante de las cámaras. Bores compartió mesas con invitados como Rodolfo Crespi, Raúl Alfonsín, Antonio Gasalla, Fernando de la Rúa, entre otros.
Socio activo de la Asociación Argentina de Actores (AAA), el primer presidente en TV (llevado por Tato) fue el ya mencionado Frondizi. Luego de que Bores dijera que en Argentina faltaba la escuela más necesaria de todas: la de presidentes, Arturo Frondizi llamó para felicitarlo. Mientras tanto, el mandatario Alejandro Agustín Lanusse lo invitó al casamiento de su hija después de que el presentador de TV se quejara en su programa por no haber sido invitado anteriormente. José María Guido, presidente de la Nación entre 1962 y 1963, se reunió con él, su libretista y otros humoristas del momento para comer en Olivos, hecho que días después un comentarista de radio utilizó para denunciar la falta de seriedad: "Qué se puede esperar de un presidente que se sienta a la mesa con un grupo de argentinos que satirizan la angustia nacional". Sin embargo, el político que más frecuentó su programa fue Carlos Menem, que concurrió en tres oportunidades a lo largo de su primera presidencia (1989–1995), motivo por el cual Tato Bores tuvo que aclarar: "No somos amigos". En 1979 se activó una bomba en el palier de su casa, con tarjeta a su nombre, la cual fue desactivada por efectivos de la división Artefactos Explosivos.
En enero de 1982 actuó con Nélida Lobato en la obra teatral La mariposa, en el Teatro Maipo. A principios de los 80 filmó dos películas picarescas junto a su amigo, Alberto Olmedo: Departamento compartido y Amante para dos, ambas producidas por Aries Cinematográfica y bajo la dirección y guion de Hugo Sofovich. Estas serían las dos últimas películas que protagonizó, ya que en 1984 realizó un cameo para Sálvese quien pueda, donde no cobró y ni figuró en los créditos y en 1995 se lo vio brevemente en 1000 boomerangs. Regresando a Canal 13, también intercalaba en América 2 con libretos hechos por Geno Díaz, Juan Carlos Mesa y Santiago Varela. Para el teatro, su libretista preferido por el público fue Jorge Schussheim. Desde finales de la década de 1980 su hijo, Alejandro Borensztein, trabajó con su padre siendo guionista y director en varias ocasiones, instaurando los clásicos patines, la lluvia de papelitos y los teléfonos negros o blancos, al igual que el plato de fideos sobre el final de programa, con que convidaba a sus entrevistados y el champán con el que brindaba, que eran un clásico del programa. En televisión, sus siguientes trabajos fueron Tato por ciento (1981), Extra Tato (1983), Tato, que bien se TV (1984), Tatus (1985), Tato Diet (1988) y Tato al borde de un ataque de nervios (1989), con el cual finalizó la década. En varios de sus programas también se llevaban a cabo sketches con Roberto Carnaghi, el cual interpretaba a un funcionario corruptísimo para ilustrar la ética gubernamental de aquellos días, por el cual ganó un premio Martín Fierro como Mejor Actor de Reparto y que llegó a afirmar "el humor de Tato era un humor creativo, un humor que te hacía pensar". También realizó sketches con Mirtha Legrand, Vicente La Russa, Gabriela Acher - que hacía de una mujer que estuvo embarazada mucho tiempo porque su hijo no quería nacer en Argentina -, entre otros. En 1986 protagonizó con Carlos Perciavalle, apodado "El Rey del Café-Concert", el espectáculo teatral La Cage aux Folles, en el Teatro Metropolitan, haciendo varias temporadas hasta 1988. En 1987, un funcionario radical consideró que los chistes de Tato no eran convenientes en tiempos de elecciones y no le renovaron contrato hasta 1989, cuando volvió apoyado por Canal 13.
A partir de 1988, sus hijos Alejandro y Sebastián se hicieron cargo de la autoría y producción de los ciclos de Tato. Sus nuevas ideas fueron consideradas innovadoras e incluso atrevidas, como el "inodoro justiciero" y las canciones escritas por Charly García. A partir de 1991, su hijo Alejandro decidió dejar la televisión, por lo que Sebastián quedaría a cargo de todo. Con la empresa Artear, encabezó uno de sus últimos grandes ciclos: Tato de América (1992), que obtuvo altos picos de índice de audiencia. En un episodio se disfrazó de Cristóbal Colón, haciendo referencia a los 500 años del descubrimiento de América, y fue ese programa el que le provocó la polémica censura que sufrió ese mismo año.
Fue distinguido con el Premio Konex - Diploma al Mérito por su trayectoria a lo largo de la década en dos oportunidades (1981 y 1991).

### La censura de 1992
Con la presidencia de Carlos Menem, ocurrió la consagración absoluta de Tato Bores. El 17 de mayo de 1992, una infidencia le permitió a la Jueza Federal María Romilda Servini de Cubría enterarse de que en uno de los monólogos de Tato en Tato de América, mencionaba una multa que la Corte Suprema de Justicia le estaba haciendo pagar. Servini de Cubría había sido multada con un valor considerado "simbólico" por la opinión pública ya que el mismo era de 60 pesos (una suma módica). La jueza presentó un recurso para que no fuera transmitido ese fragmento y fue censurado por la Cámara de Apelaciones en lo Civil y Comercial Federal. Respectivamente, la funcionaria habría presentado una demanda contra la transmisión en la que Helmut Strasse, otro personaje de Bores, se preguntaba en el año 2492 sobre los rastros de Argentina, un país desaparecido 500 años antes. Mientras se mostraba un escudo con la imagen de Servini de Cubría, un locutor preguntaba: "¿Mito, leyenda o realidad?. Acá hay una constancia de una multa que esta señora tuvo que pagar, un recibo por 60 pesos; considerando lo grave de sus faltas, se puede suponer que ese era un valor bastante importante para aquella época...".
En septiembre de ese año, un fallo de la Corte revocó la prohibición y autorizó la emisión de los fragmentos objetados.
Debido a la delicada situación que se estaba viviendo a causa de esta censura, el hecho finalmente fue inmortalizado gracias a un grupo de artistas, quienes en solidaridad con el humorista se reunieron en el estudio principal del programa, para entonar a coro un tema con tinte sarcástico. De esta manera, músicos, periodistas, actores y profesionales de la radio y la TV como  Enrique Pinti, Chico Novarro, Luis Brandoni, Marta Bianchi, Luis Alberto Spinetta, Bernardo Neustadt, Mariano Grondona, Luisina Brando, Patricia Sosa, Cipe Lincovsky, Chunchuna Villafañe, Julián Weich, Jorge Guinzburg, Fabián Vena, Sebastián Borensztein, Reina Reech, Juana Molina, Miguel Ángel Solá, Roberto Carnaghi, Hugo Arana, Darío Grandinetti, Juan Leyrado, Pappo, Soledad Silveyra, China Zorrilla, Gabriela Toscano, Magdalena Ruiz Guiñazú, Mónica Gutiérrez, Fernando Bravo, Juan Alberto Badía, Mario Pergolini, Nicolás Repetto, María Laura Santillán, Pichuqui Mendizábal, César Mascetti, Mónica Cahen D'Anvers, Víctor Hugo Morales, Alejandro Dolina, Ricardo Darín, Charly Alberti, Gustavo Cerati, Zeta Bosio, María Eugenia Molinari, Guillermo Gauna, Pablo Marcovsky y María Belén Aramburu, entre otros, se reunieron en el estudio donde se grababan los capítulos de Tato de América, donde (bajo la atenta mirada de Tato) interpretaron a capela una improvisada rima que decía: "La jueza Barú Budú Budía, la jueza Barú Budú Budía, la jueza Barú Budú Budía es lo más grande que hay", en apoyo al humorista y en repudio a la censura, en lo que se convirtió un episodio memorable para la televisión argentina.

### Últimos años y fallecimiento
En noviembre de 1992, el Concejo Deliberante de la Ciudad de Buenos Aires lo declaró "Ciudadano Ilustre". En 1993, con 66 años, el actor realizó su último ciclo televisivo: Good Show, por Telefe, que comenzaba con una réplica de la tapa del disco Sgt. Pepper's Lonely Hearts Club Band, de The Beatles, realizada con figuras locales. Por problemas ocurridos, finalizó su temporada (generalmente de mayo a noviembre) antes de lo que explicaba el contrato, en 1994. Hacia ese año, durante una operación de una hernia de disco en la clínica Mater Dei, se le informó que no podría volver a trabajar.
Solía pasar sus vacaciones en Punta del Este (Uruguay). Un cáncer óseo lo mantuvo alejado de la actividad artística por más de un año. La enfermedad le provocaba intensos dolores físicos y por problemas de movilidad, debió usar un bastón. Se hacía controles frecuentes en el sanatorio Cantegril, de la ciudad uruguaya homónima, y al mismo tiempo se radicó en la ciudad de Buenos Aires para vivir. Allí falleció el 11 de enero de 1996 en su departamento de Palermo, acompañado por su familia. Sus restos fueron velados íntimamente en su domicilio e inhumados en el Jardín de Paz, ubicado en el km. 32 de la ruta Panamericana. Entre los presentes se hallaban, además de sus familiares, los artistas Roberto Carnaghi, Cipe Lincovsky, Eladia Blázquez, Leonor Benedetto, Magdalena Ruiz Guiñazú, Lana Montalbán, Liliana Caldini, Adolfo Castelo, Pedro Saborido, Omar Quiroga, Constancio Vigil (hijo), la modelo Paula Siero, el presidente de la Asociación Argentina de Actores, Juan Borrás, entre otros.

## Legado y homenajes
En 1999, tres años después de su fallecimiento, sus dos hijos Alejandro y Sebastián, junto al productor Emilio Cartoy Díaz, editan una recopilación de sus últimos trabajos, que fue emitida por Canal 13 con el nombre de La Argentina de Tato, alcanzando los 14 puntos de índice de audiencia, o sea, visto por alrededor de un millón y medio de televidentes, sólo en el gran Buenos Aires. Su hija es la actriz Marina Borensztein.
En 2002 se realizó en el Centro Cultural Recoleta una exposición en homenaje a él. En 2006, la Legislatura porteña sancionó la ley por la que se denominó Tato Bores a la plaza situada en Avenida Figueroa Alcorta y Avenida de los Ombúes, en el Parque 3 de Febrero, en Palermo. En 2008 el escritor y periodista Carlos Ulanovsky publicó un libro biográfico sobre Tato, con ayuda y datos aportados por sus familiares. En 2013 el Gobierno de la Ciudad de Buenos Aires lo homenajea incluyendo una estatua en su honor en la Avenida Corrientes al 1300, a las puertas del Teatro Metropolitan, donde se le ve representado en su clásico personaje, sentado en su escritorio al teléfono y fumando un habano.

## Libretistas
Entre los humoristas argentinos que guionaban los monólogos de Tato Bores estaban Landrú, César Bruto, Aldo Cammarota, Jordán de la Cazuela, Juan Carlos Mesa, Carlos Abrevaya, Santiago Varela, los ya mencionados Adolfo Castelo, Jorge Schussheim, Pedro Saborido, Constancio Vigil (hijo), Omar Quiroga, y en sus últimos tiempos, sus propios hijos Alejandro y Sebastián Borensztein.

## Televisión
| Periodo   | Nombre del programa                   | Canal (Argentina) | Escritores                                                                                      |
| --------- | ------------------------------------- | ----------------- | ----------------------------------------------------------------------------------------------- |
| 1957–1958 | Caras y morisquetas                   | Canal 7           |                                                                                                 |
| 1957–1960 | Tato y sus monólogos                  | Canal 7           | Landrú                                                                                          |
| 1957–1960 | La familia GESA                       | Canal 7           |                                                                                                 |
| 1961–1963 | Tato, siempre en domingo              | Canal 9           | César Bruto (Dirección: Horacio Parisotto)                                                      |
| 1964–1970 | Tato, siempre en domingo              | Canal 11          | César Bruto (Dirección: Jorge Haymann)                                                          |
| 1971–1972 | Por siempre Tato                      | Canal 11          | Jordán de la Cazuela (Dirección: Potín Domínguez)                                               |
| 1973      | Dígale sí a Tato                      | Canal 13          | Jordán de la Cazuela (Producción y dirección: Gerardo Mariani)                                  |
| 1974      | Dele crédito a Tato                   | Canal 13          | Aldo Cammarotta (Dirección: Edgardo Borda)                                                      |
| 1978      | Especial de El mundo del espectáculo  | Canal 13          | Aldo Cammarotta                                                                                 |
| 1978–1979 | Tato para todos                       | Canal 13          | Dirección: Edgardo Borda                                                                        |
| 1979      | Tato vs. Tato                         | Canal 13          | Aldo Cammarotta, Juan Carlos Mesa (Dirección: Edgardo Borda)                                    |
| 1981      | Tato por ciento                       | Canal 13          | Aldo Cammarotta, Juan Carlos Mesa (Dirección: Edgardo Borda)                                    |
| 1982-1983 | Extra Tato                            | Canal 13          | Oskar Blotta (hijo), Carlos Abrevaya, Jorge Guinzburg, Basurto, José María Jaunarena, Geno Díaz |
| 1984      | Tato, qué bien se TV                  | Canal 13          | Geno Díaz                                                                                       |
| 1985      | Tatus                                 | Canal 13          | Geno Díaz                                                                                       |
| 1988      | Tato Diet                             | Teledos           | Alejandro y Sebastián Borensztein                                                               |
| 1989      | Tato al borde de un ataque de nervios | Canal 13          | Alejandro y Sebastián Borensztein                                                               |
| 1990      | Tato en busca de la vereda del sol    | Canal 13          | Alejandro y Sebastián Borensztein                                                               |
| 1991      | Tato, la leyenda continúa             | Canal 13          | Sebastián Borensztein                                                                           |
| 1992      | Tato de América                       | Canal 13          | Sebastián Borensztein                                                                           |
| 1993      | Good Show                             | Telefe            | Sebastián Borensztein                                                                           |
| 1999      | La Argentina de Tato                  | Canal 13          | Alejandro Borensztein                                                                           |

## Filmografía
- 1000 boomerangs (1995)
- Muchas gracias maestro (1993) (inédita)
- Sálvese quien pueda - cameo - (1984)
- Amante para dos (1981)
- Departamento compartido (1980)
- Disputas en la cama (1972)
- Vacaciones en la Argentina - filmada en 1961 - (1965)
- Viaje de una noche de verano (1965)
- Propiedad (1962)
- El televisor (1962)
- El asalto (1960)
- Historia de una carta (1957)
- Vida nocturna (1955)
- Casada y señorita (1954)
- Por cuatro días locos (1953)
- Ésta es mi vida (1952)
- Mala gente (1952)
- Camino al crimen (1951)
- La comedia inmortal (1951)
- Campeón a la fuerza (1950)
- Un pecado por mes (1949)
- La caraba (1948)